# 神经眼科学
神经眼科学（英語：Neuro-ophthalmology）是融合神經內科與眼科領域以學術為導向的次專科，它侧重于有关眼的感觉、运动和自律神经系统的一切疾病的防治研究。也就是说，它是一门以研究神经性眼病为主的专门学科。主要是通过眼科学手段来发现问题和解决问题，属神经病学中的眼神经学分支，也是眼科学的边缘学科。另一方面，神经病学确实包含视觉和眼球运动等有关的内容。例如，颅神经的一半以上(Ⅱ、Ⅲ、Ⅳ、Ⅴ、Ⅵ、Ⅶ、Ⅷ)与眼直接相关，中枢神经系统有38%的神经纤维与视觉有联系；65%的颅内疾病有眼征。这些事实充分说明神经科和眼科的密切关系。可是，眼科医师只熟悉神经性眼征的检查手段，但对产生眼征的颅内病因和病位，不能作出正确的分析和判断；同样，神经科医师虽对颅内结构(包括视路)比较熟悉，却不谙眼征的临床检查与实验室检查，因而影响对检查结果作出正确分析和判断。

## 历史和现状
十八世纪初，Vieussens首先描过了垂体瘤引起的黑曚。十九世纪三十年代，Baddage制成第一只简陋的检眼镜，von Graefe是临床应用检眼镜的先驱。二十世纪初，Cushing切除脑瘤所获得的成就，激起了眼科医师对视路研究的热情，从而确立了视野检查在眼科学的地位，并被普遍应用于临床。1917年，眼科医师Wilbrand和神经科医生Saenger合作，编写了第一部神经眼科学。一战时Gordon Holmes对颅脑弹片伤进行了深入细致的研究，在理论上基本解决了视网膜在大脑皮质的代表区问题。1947年Frank B. Walsh等出版神经眼科学，1969年扩大为三巨卷。
基因治疗于2014年2月临床试验于Leber's综合征 。

## 诊断
眼睑常见的位置异常有眼睑下垂、睑退缩、睑延滞和睑痉挛。视网膜和视路疾病主要表现为视觉障碍，如失明或偏盲等；眼球运动系统疾病则表现为眼球运动障碍，如复视、眼肌麻痹等；自律神经系统疾病多表现瞳孔运动障碍和腺体分泌异常，如视物模糊、羞明、流泪等。老年人须注意高血压和糖尿病。进出门一侧肩臂碰门框易被病人误认为疏忽大意，其实可能有偏盲。初诊要分单眼或双眼，注意发作持续性，还要考虑与环境明暗、视觉疲劳的关系。
体格检查是检验医学一项常规检查，神经成像是神经系统检查的一项，应重视意识、精神和颅神经功能；感觉、运动和反射亦需给予足够的注意。眼部检查的重点是视力、视野、眼底、眼球与眼睑运动和瞳孔大小、对光及调节反射等。

## 外部連結
- The Neuro-Ophthalmology Virtual Education Library （页面存档备份，存于） (NOVEL)